# Лашмино
Лашмино (баш. Лашмино)— упразднённый населённый пункт (хутор) в составе Верхоторского сельсовета БАССР.

## История
Населенный пункт Лашмино образован в 1950-е годы, существовал до начала 1970-х годов. Находился в Мелеузовском районе, затем — в Ишимбайском районе Башкирской автономной социалистической республики.
Упразднено официально в 1981 году, согласно Указу Президиума ВС Башкирской АССР от 14.09.1981 N 6-2/327 «Об исключении некоторых населенных пунктов из учетных данных по административно-территориальному делению Башкирской АССР» вместе с ещё тремя нп. района: д. Кудашево Кулгунинского сельсовета, х. Фарейкино Кузяновского сельсовета и д. Солёный Петровского сельсовета.

## Население
В 1959 году в поселении насчитывалось 158 человек. На 1 января 1969 — 6 человек, преимущественно русские.

## География
Расстояние: 35 км от г. Ишимбая и ближайшей ж/д станции Ишимбаево, 8 км от центра сельсовета — Верхотора.